# Ydre London
Ydre London (engelsk Outer London) er et navn på den del af Greater London som ligger uden for den gamle London by, indre London. De tyve bydele i ydre London blev indlemmet i Greater London i 1965, og hørte tidligere til andre grevskaber (counties). Undtaget er North Woolwich, som også før 1965 var en del af London.
Bydelene er: Barking and Dagenham, Barnet, Bexley, Brent, Bromley, Croydon, Ealing, Enfield, Haringey, Harrow, Havering, Hillingdon, Hounslow, Kingston upon Thames, Merton, Newham, Redbridge, Richmond upon Thames, Sutton og Waltham Forest
Specielt i forbindelse med befolkningsstatistik bruges en anden definition på ydre London: uden Newham og Haringey, men med Greenwich. Det gør det lettere at sammenligne tal før og efter omstruktureringen i 1965.